# Visconde Palmerston

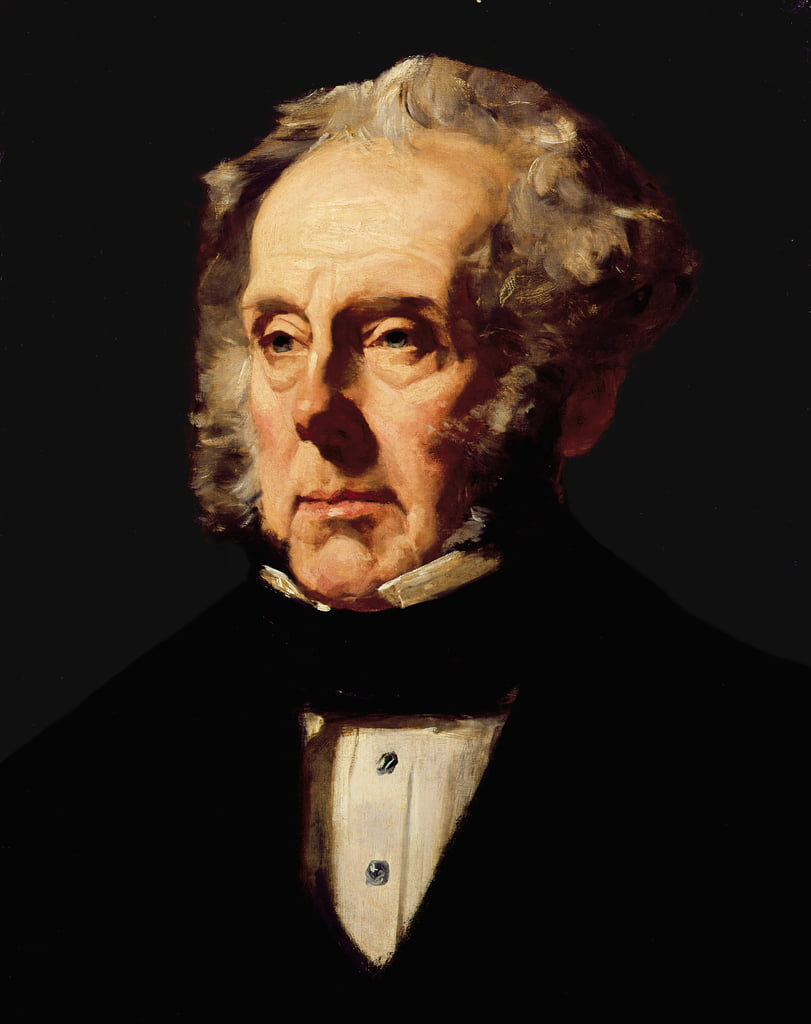
Imagem de Henry Palmerston.

Visconde Palmerston foi um título nobiliárquico criado no Pariato da Irlanda em 12 de março de 1723, juntamente com os títulos subsidiários de Barão Temple de Mount Temple. Após a morte do 3° Visconde, que serviu como primeiro-ministro do Reino Unido, o título foi extinto.

## Viscondes Palmerston (1723)
- Henry Temple, 1° Visconde Palmerston (c. 1673-1757)
- Henry Temple, 2° Visconde Palmerston (1739-1802)
- Henry Temple, 3° Visconde Palmerston (1784-1865)